# Dendrobium aemulum
Dendrobium aemulum là một loài lan được tìm thấy ở miền đông Australia.
Loài này được miêu tả khoa học đầu tiên trong Prodromus Florae Novae Hollandiae năm 1810 bởi Robert Brown.

## Hình ảnh

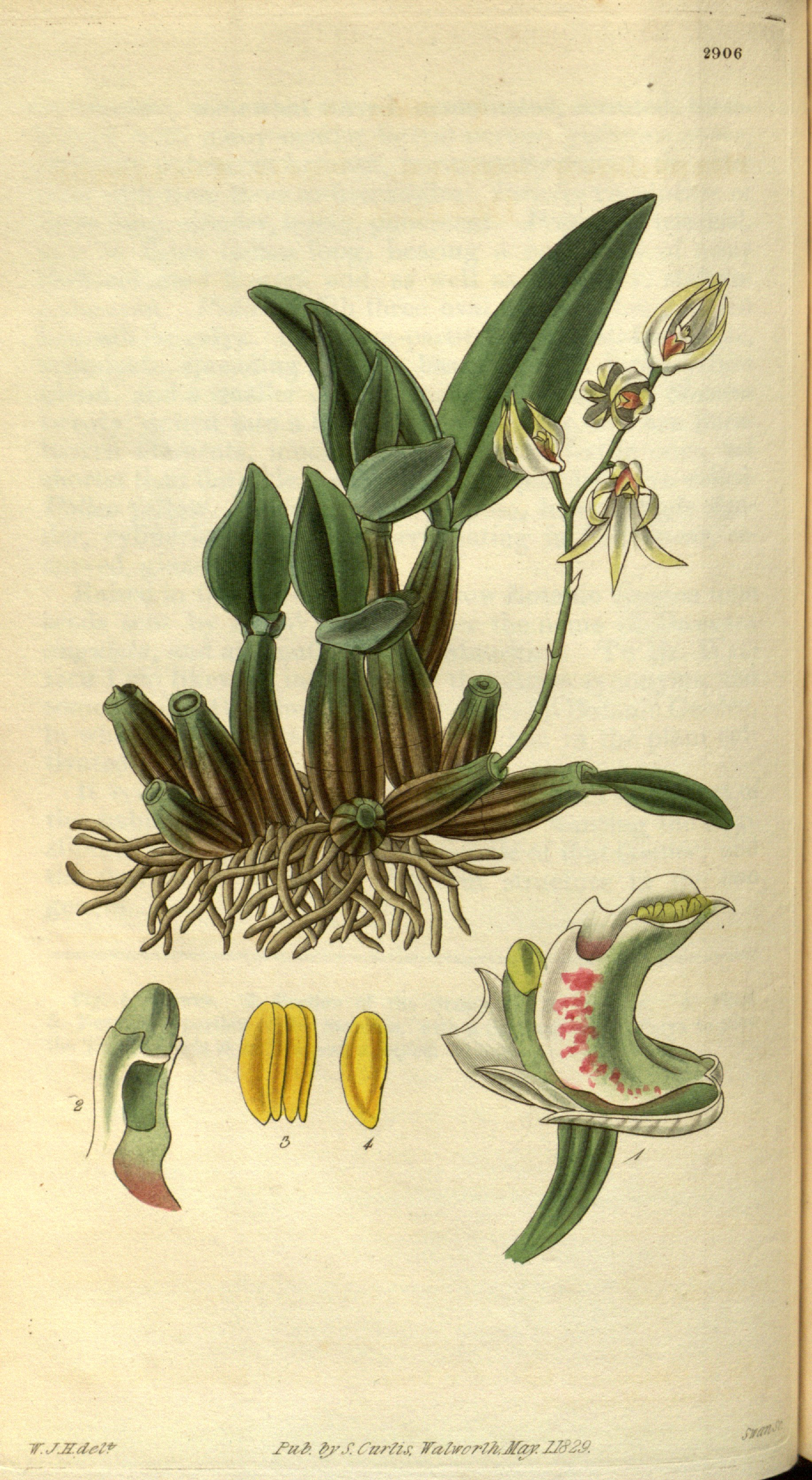
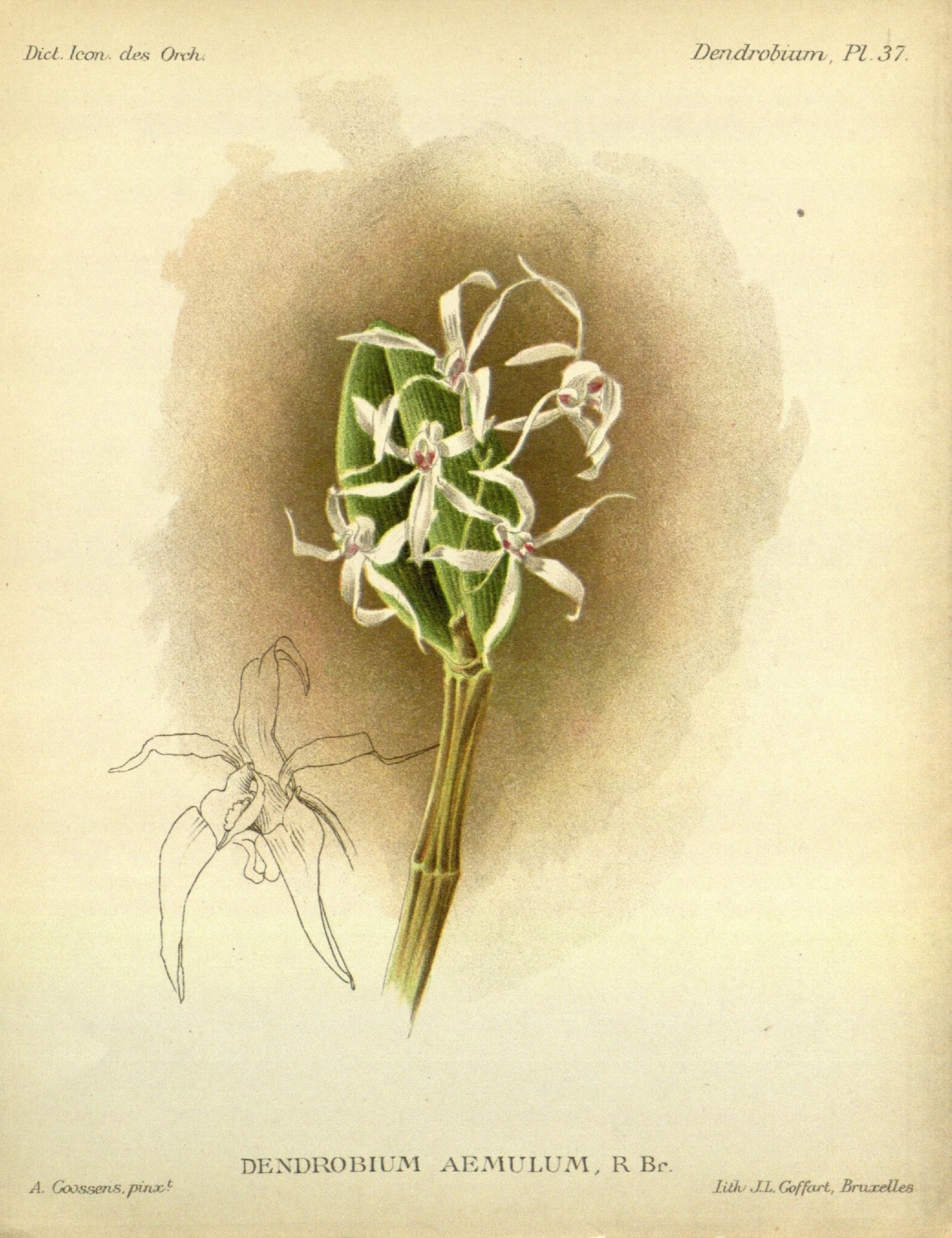
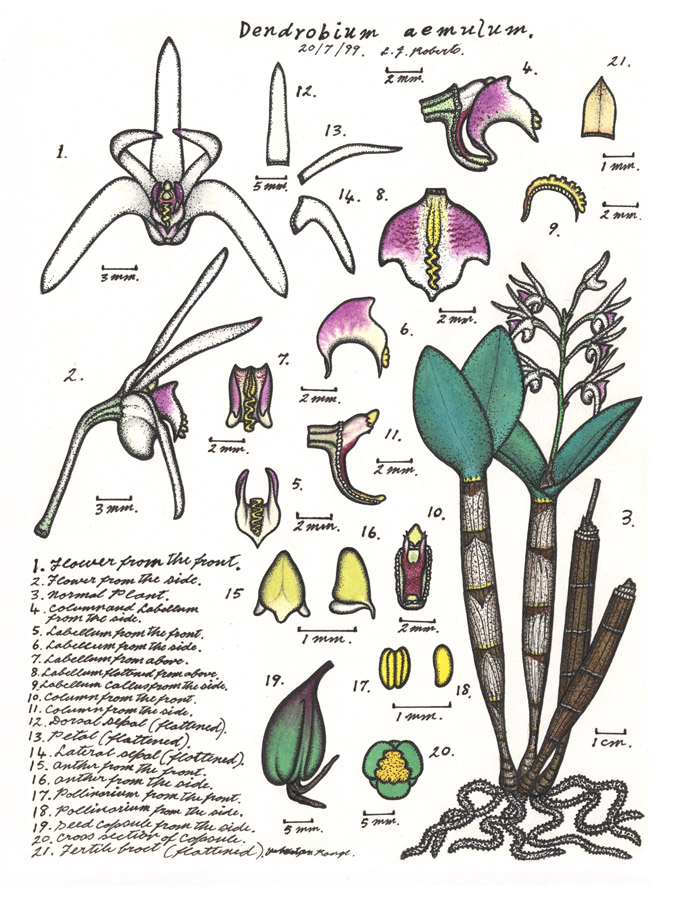
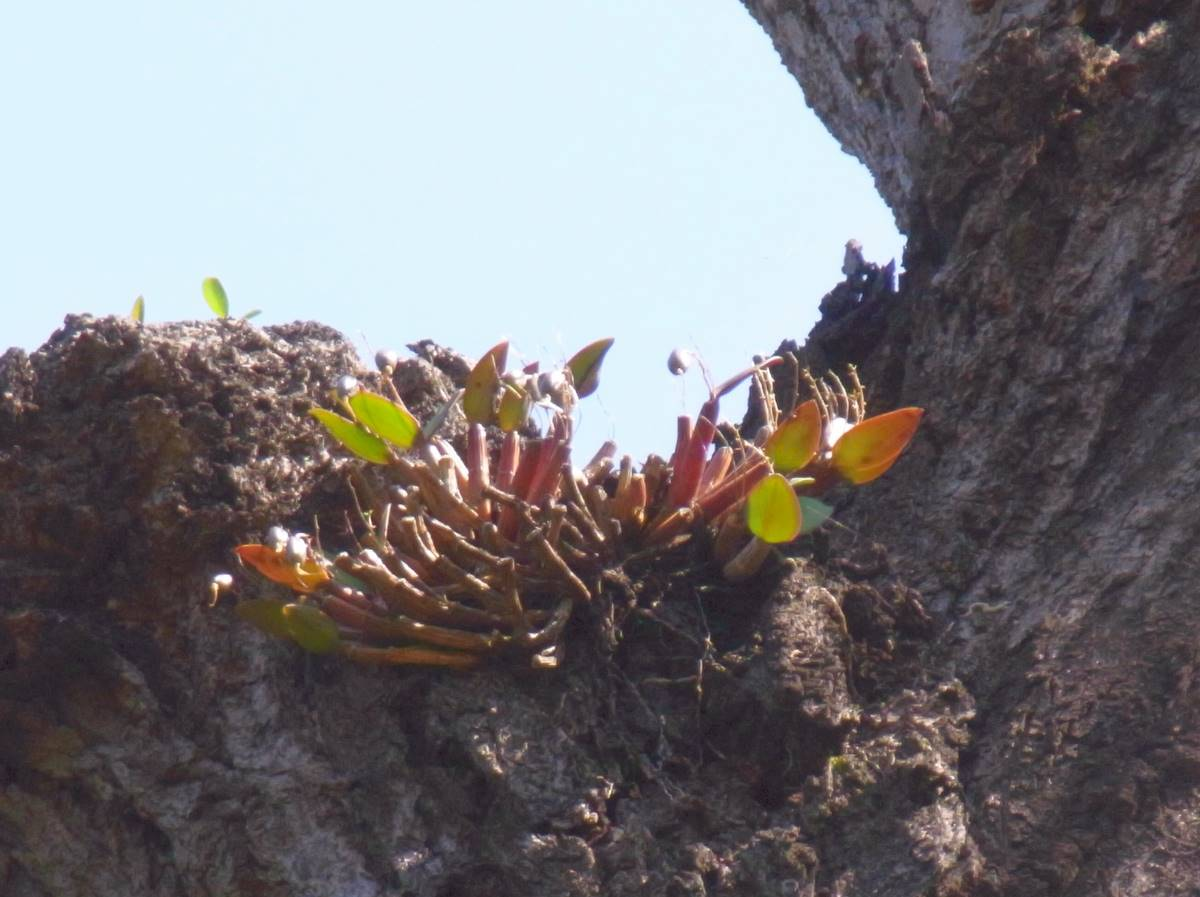